# Waldir Peres
Waldir Peres (Garça, 2 januari 1951 – Mogi Mirim, 23 juli 2017) was een Braziliaans voetbaldoelman en trainer.

## Biografie
Waldir begon zijn carrière bij Ponte Preta en maakte in 1973 de overstap naar São Paulo, waar hij tot 1984 bleef. In 1977 won hij met de club de landstitel en hij won ook vier keer het Campeonato Paulista. Hij speelde 617 wedstrijden voor de club, enkel Rogério Ceni speelde meer wedstrijden voor de club, bijna het dubbele. Na zijn vertrek in 1984 speelde hij voor America uit Rio de Janeiro en Guarani alvorens voor Corinthians te gaan spelen, de stadsrivaal van São Paulo, waarmee hij in 1988 het staatskampioenschap won. Na nog korte passages bij Portuguesa en Santa Cruz beëindigde hij zijn carrière bij Ponte Preta, waar ze ook begonnen was.
Peres werd in 1974 al meegenomen naar het WK als reservedoelman, maar speelde zijn eerste officiële interland pas een jaar later op 4 oktober 1975 tegen Peru in de halve finales van de Copa América, die de Brazilianen verloren. Ook in 1978 kwam hij tot spelen op het WK. In 1982 was hij wel de eerste doelman voor de Brazilianen en speelde hij alle vijf wedstrijden. Hij kwam 39 keer uit voor zijn land.
Na zijn spelerscarrière werd hij trainer bij Braziliaanse clubs.
Op 12 juli 2017 kreeg hij na de lunch bij een verjaardagspartijtje een zware hartaanval. Hij bezweek daaraan op 23 juli 2017 op 66-jarige leeftijd.